# Делауеър (река)
Вижте пояснителната страница за други значения на Делауеър.
Делауеър (на английски: Delaware River), или Южна река (South River), е река в североизточната част на Съединените американски щати, протичаща през щатите Ню Йорк, Пенсилвания, Ню Джърси и Делауеър и вливаща се в Атлантическия океан. Дължината ѝ е 484 km (заедно с дясната съставяща я река Западен Делауеър, 624 km), а площта на водосборния басейн – 35 070 km².

## Извор, течение, устие
Река Делауеър се образува на 271 m н.в., на границата между щатите Ню Йорк и Пенсилвания, при град Ханкук от сливането на двете съставящи я реки Източен Делауеър (121 km, лява съставяща) и Западен Делауеър (140 km, дясна съставяща), извиращи от планината Катскил (съставна част на Апалачите) в щата Ню Йорк. По цялото си протежение служи за граница между отделните по-горе посочени щати. В горното си течение тече на югоизток и образува границата между щатите Ню Йорк и Пенсилвания, в средното на юг-югозапад, юг, югоизток и югозапад и образува границата между щатите Ню Джърси и Пенсилвания, а в долното – отново на югоизток, между щатите Ню Джърси и Делауеър. По течението си последователно пресича осовата част на Апалачите, платото Пидмънт и Атлантическата низина и чрез голям естуар се влива в залива Делауеър на Атлантическия океан.

## Притоци, хидроложки показатели
Основните притоци на река Делауеър са: леви – Източен Делауеър (121 km), Неверсинк (89 km); десни – Западен Делауеър (140 km), Лакуаксен (50 km), Лихай (175 km), Скулкил (207 km). Реката има ясно изразено пролетно пълноводие, а през останалото време – епизодични прииждания в резултат на поройни дъждове във водосборния ѝ басейн. Средният ѝ годишен отток при град Трентън (при водосборен басейн от 17 600 km²) е 340 m³/s, минималният – 122 m³/s, максималният – 9300 m³/s.

## Стопанско значение, селища
Река Делауеър е плавателна до град Трентън, на 210 km от устието ѝ, докъдето достигат морските приливи, а до град Истън корабоплаването се извършва по обходни канали. Долината на реката е много гъсто населена, като тук са разположени няколко големи града: Истън, Трентън, Филаделфия, Уилмингтън.
Река Делауеър е наименувана в чест на английския военен и държавен деятел Томас Уест, 3-ти барон Де ла Уеър (1577 – 1618), губернатор на британската колония Вирджиния.

## Галерия
- Река Делауеър